# Opuntia basilaris

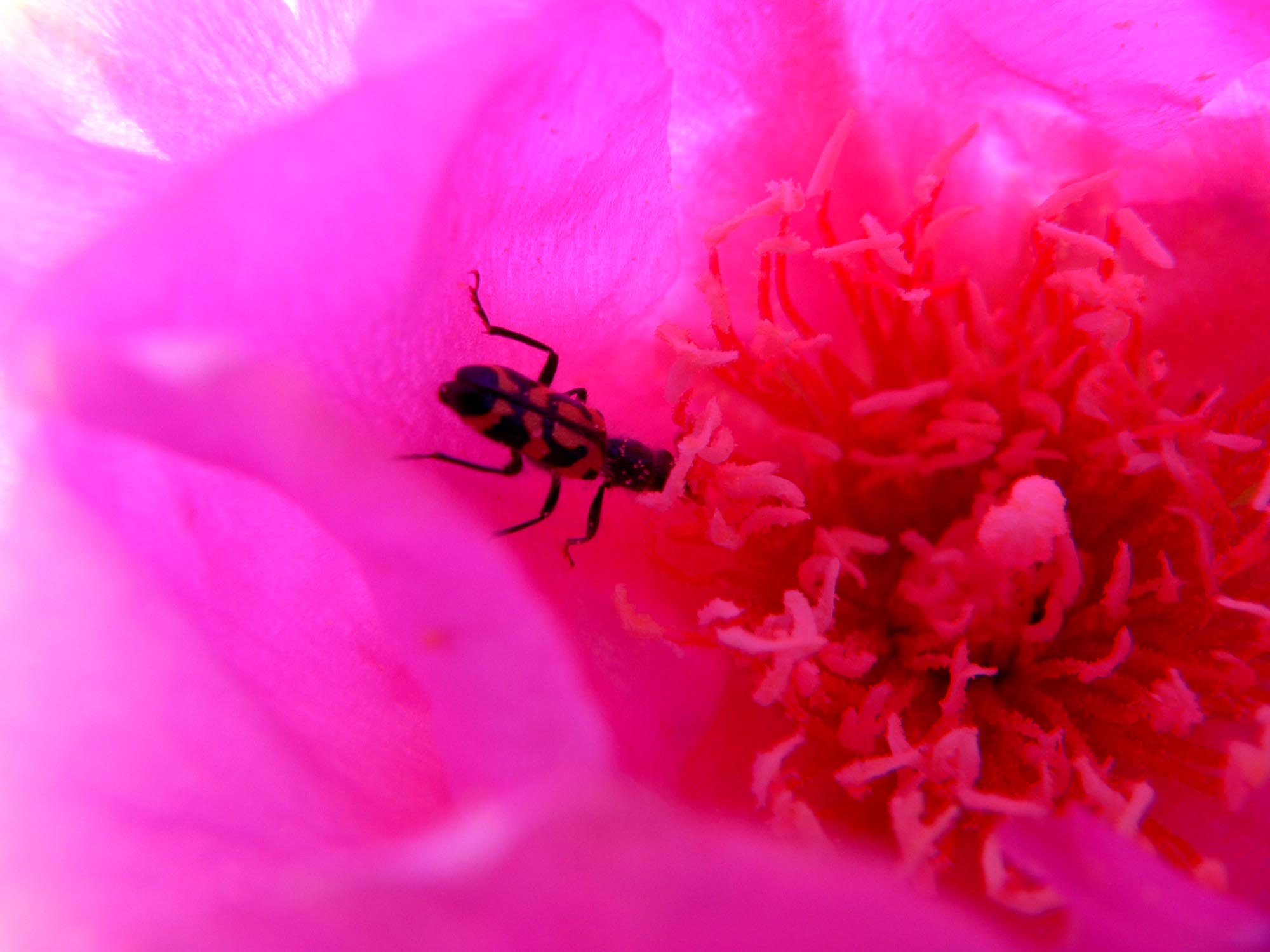
Opuntia basilaris amb un coleòpter.

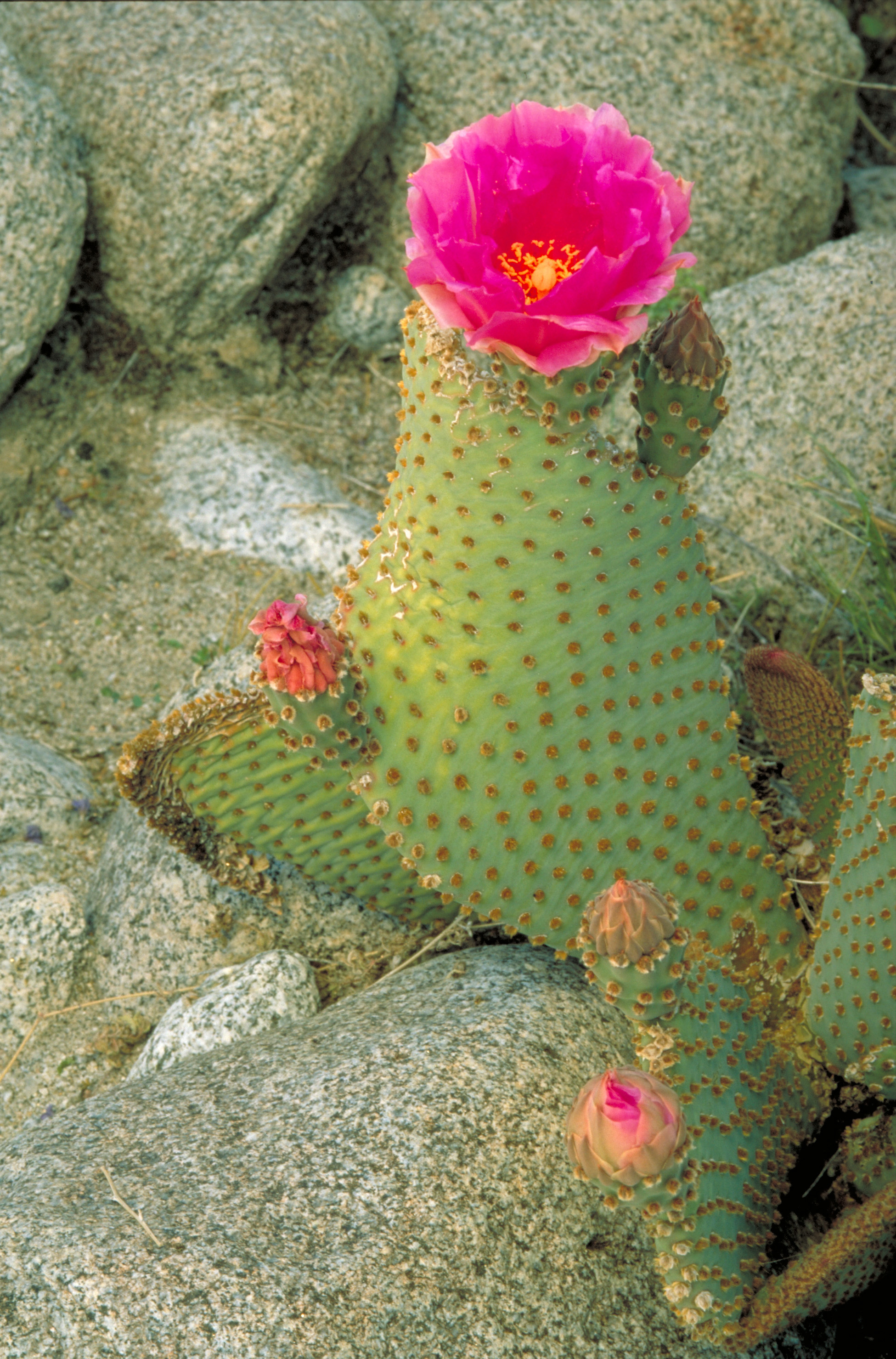
En flor

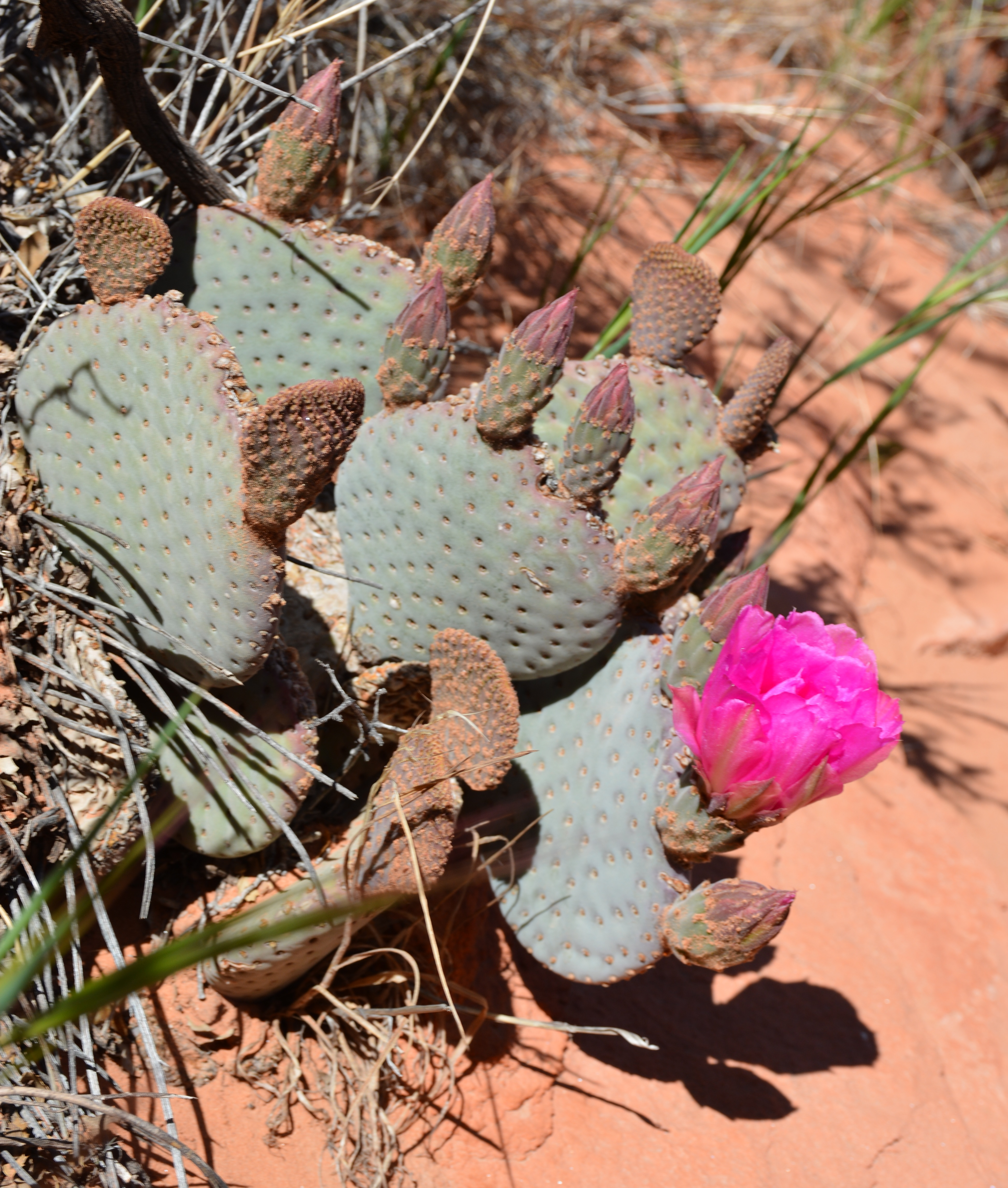
Vista de la planta

Opuntia basilaris és una espècie de planta de la família de les Cactàcies, endèmica del sud-oest dels EUA, majorment al desert de Mojave i al desert del Colorado, i al nord-oest de Mèxic.
És un petit cactus que arriba a mesurar fins a 6 dm d'alçada. Una sola planta pot consistir en centenars de tiges carnoses i aplatades. Són blau grisencs, amb una longitud de 14 cm i màxim d'ample de 10 cm i 1-1,5 cm de gruix. Usualment no tenen espines, i en canvi tenen barbes, anomenades gloquidis, que fàcilment penetren la pell. Les flors rosa purpúries surten a la primavera i començaments de l'estiu.
Alguns experts consideren aquesta espècie com una plena espècie (Bowen 1987, R. van de Hoek). És única entre les varietats d'Opuntia basilaris amb espines a més de barbes; això indica que l'espècie varia molt en el seu fenotip.
 Opuntia basilaris conté 0,01% de mescalina i de 4-hidroxi-3-5-dimetoxifenetilamina.

## Taxonomia
Opuntia basilaris va ser descrita per Engelm. i Bigelow i publicada a Proceedings of the American Academy of Arts and Sciences 3: 298–299. 1856.

### Etimologia
- Opuntia: nom genèric que prové del grec usat per Plini el Vell per a una planta que va créixer al voltant de la ciutat d'Opunte a Grècia.[3]
- basilaris: epítet llatí que significa "basals".[4]

### Sinonímia
- Opuntia basilaris var. basilaris
- Opuntia basilaris var. brachyclada (Griffiths) Munz
- Opuntia basilaris var. ramosa Parish
- Opuntia brachyclada Griffiths
- Opuntia whitneyana E.M. Baxter[5]